# Gheizerul Waimangu

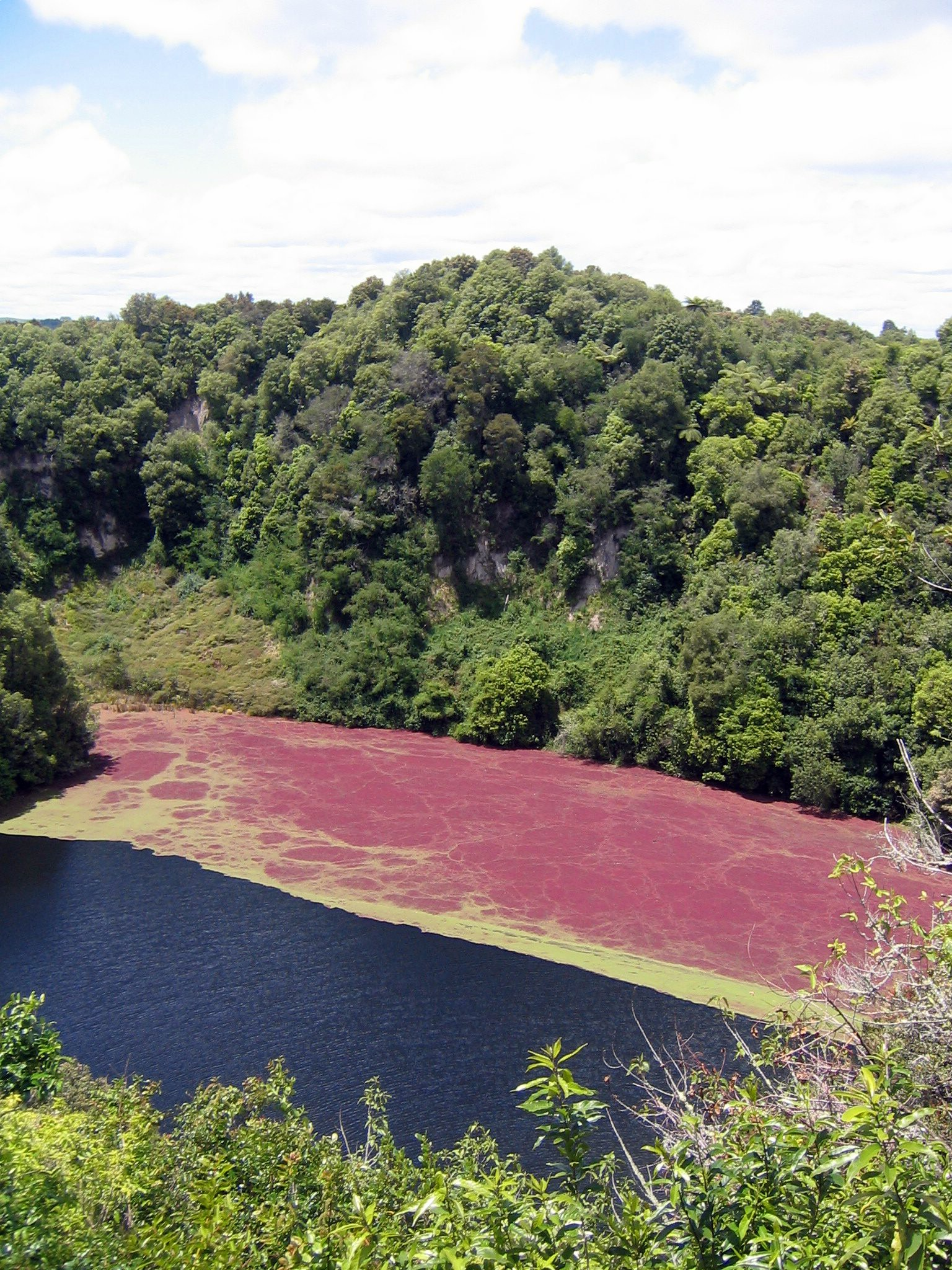
Waimangu Valea Lacului Vulcanic

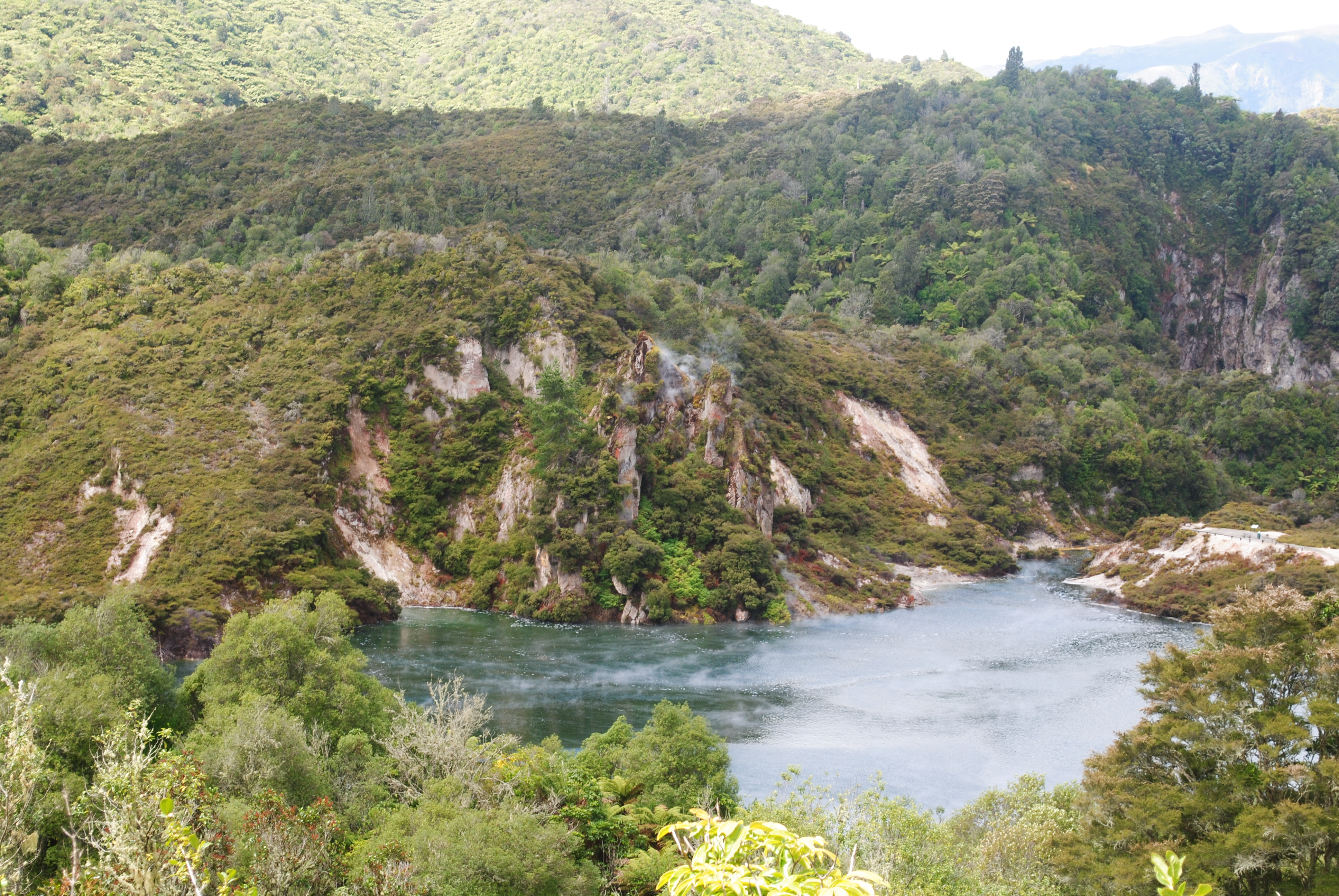
Waimangu Valea Lacului Vulcanic

Gheizerul Waimangu este situat în apropiere de Rotorua în Noua Zeelandă, a fost cel mai puternic gheizer din lume. Erupțiile sale au fost aparent create de marea erupție a Muntelui Tarawera din 1886, care a deschis o fisură de aproximativ 14 km la baza muntelui și prin Lacul Rotomahana.

## Istoria
Gheizerul a fost văzut erupând prima dată în 1900. Erupțiile sale au fost observate ajungând până la aproximativ 457 m în înălțime, și a trezit interesul la nivel mondial. Ca urmare a unei alunecări de teren care a făcut ca nivelul lacului să scadă, gheizerul, care se aproviziona din lac, a dispărut pe 1 noiembrie 1904.

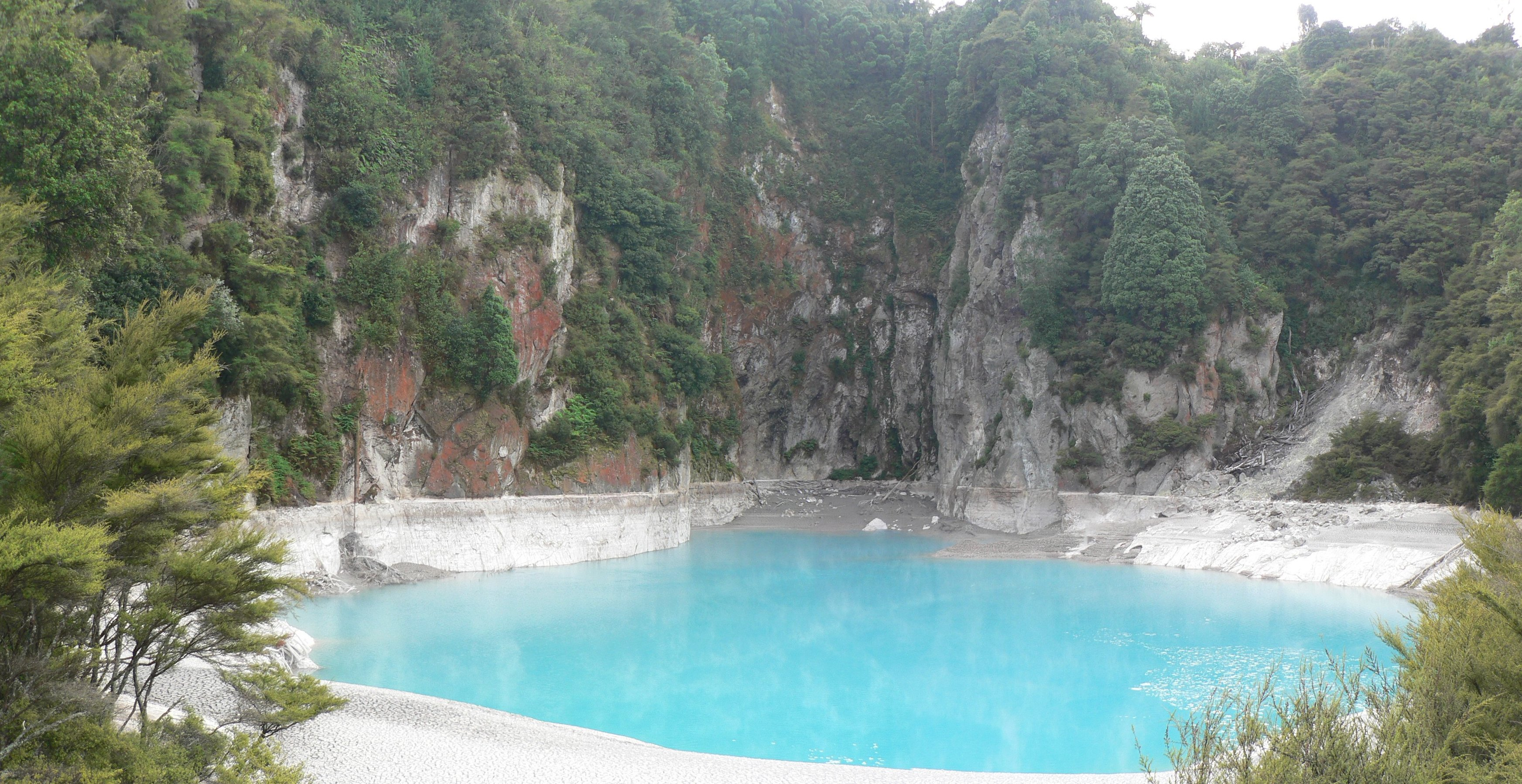
Craterul Inferno

Apa expulzată de gheizer era neagră cu pietre și noroi de la terenul din jur, astfel încât populația Māori, indigenii în Noua Zeelandă în mod corespunzător au numit gheizerul Waimangu, ceea ce înseamnă "ape negre". Gheizerul a dat numele regiunii geotermale din jur: the Waimangu Volcanic Rift Valley.

### Accidente
La data de 31 august 1903, patru turiști (surorile Ruby și Catherine Nicholls, David McNaughton și Joseph Warbrick) au fost uciși după ce au ignorat repetat instrucțiunile ghidului și s-au apropiat de marginea gheizerului. Toți patru au fost măturați într-o erupție bruscă și violentă.

## Vezi și

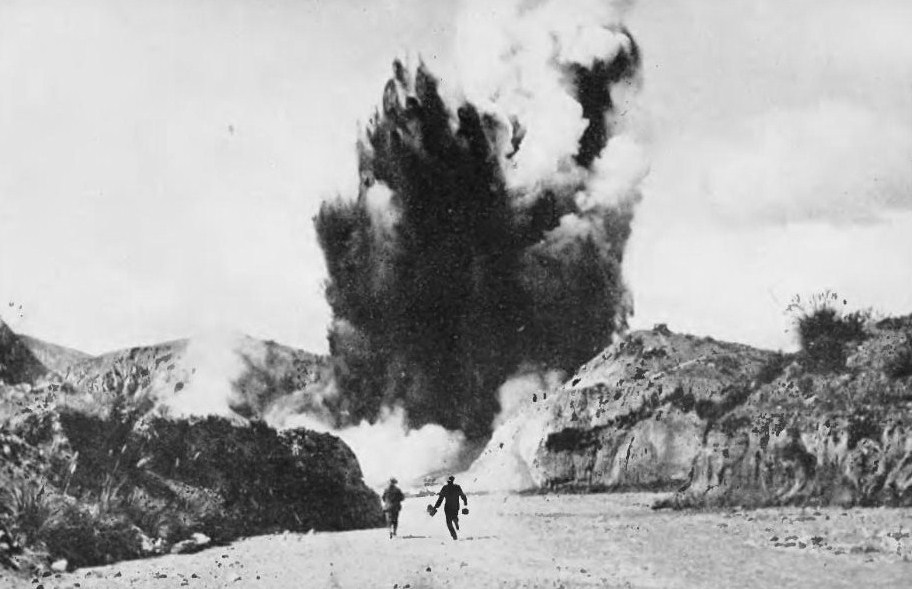
Erupția gheizerului Waimangu
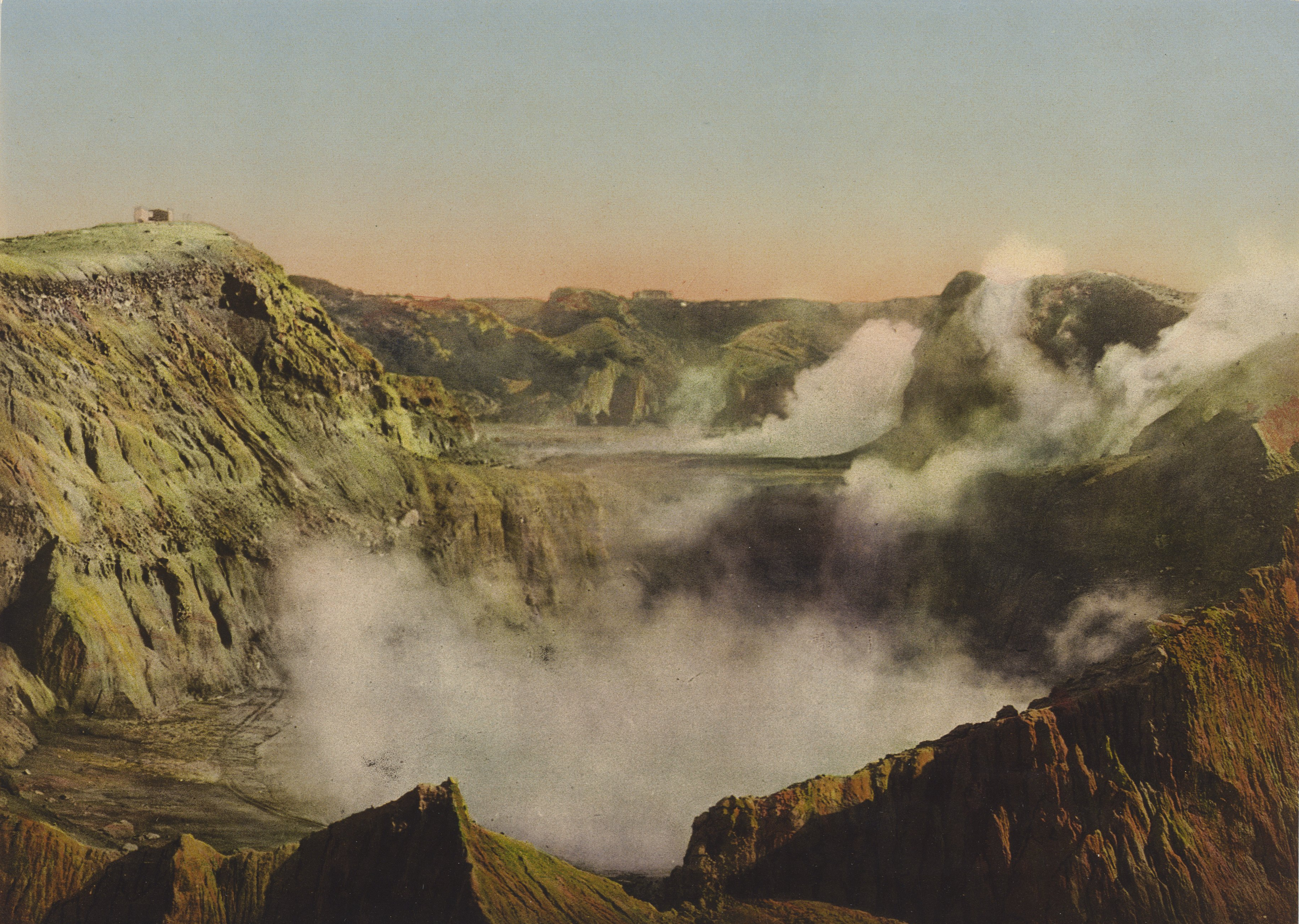
Waimangu în jurul anului 1910
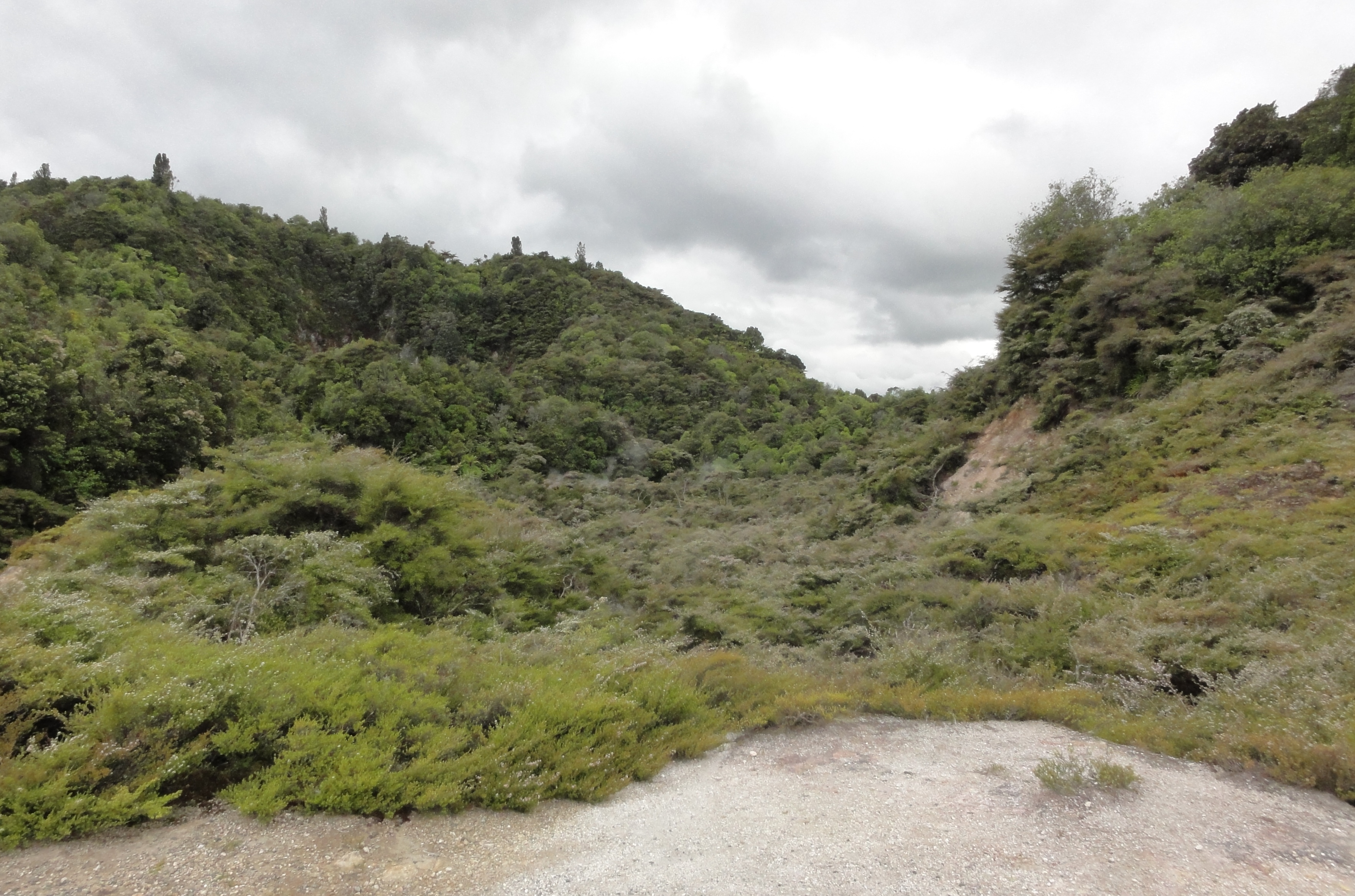
Situl gheizerului în 2011